# Alpina tundranoides
Alpina tundranoides là một loài bướm đêm trong họ Geometridae.